# گروه C جام جهانی فوتبال ۲۰۱۸

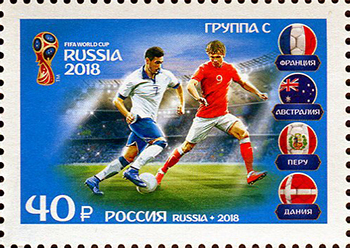
استمپ گروه C در جام جهانی فوتبال 2018 روسیه

مسابقات گروه C جام جهانی فوتبال ۲۰۱۸ از ۱۶ تا ۲۶ ژوئن ۲۰۱۸ برگزار خواهد شد. این گروه شامل تیم‌های فرانسه، استرالیا، پرو و دانمارک است. دو تیم برتر به مرحله یک شانزدهم نهایی صعود می‌کنند.